# Lelija
Lelija är en bergskedja i Bosnien och Hercegovina.   Den ligger i entiteten Republika Srpska, i den sydöstra delen av landet, 50 km söder om huvudstaden Sarajevo.
Lelija sträcker sig 3,9 km i öst-västlig riktning. Den högsta toppen är Velika Lelija, 2 032 meter över havet.
Topografiskt ingår följande toppar i Lelija:
- Golija
- Maglaj
- Mala Lelija
- Mali Maglaj
- Velika Lelija

Trakten runt Lelija består till största delen av jordbruksmark. Runt Lelija är det ganska tätbefolkat, med 67 invånare per kvadratkilometer.